# Tyspanodes celebensis
Tyspanodes celebensis là một loài bướm đêm trong họ Crambidae.